# بات مارش
بات مارش (بالإنجليزية: Pat Marsh)‏ هو سياسي أمريكي، ولد في 6 يناير 1949 في فايتيفيل في الولايات المتحدة. حزبياً، نشط في الحزب الجمهوري. وقد انتخب عضو مجلس نواب تينيسي.